# Ecteinascidia rubricollis
Ecteinascidia rubricollis is een zakpijpensoort uit de familie van de Perophoridae. De wetenschappelijke naam van de soort is voor het eerst geldig gepubliceerd in 1885 door Sluiter.